# Alda Neves da Graça do Espírito Santo

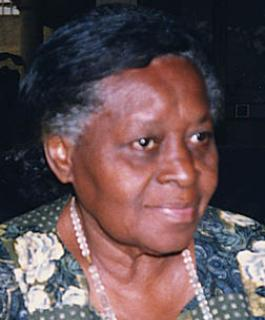
Alda Neves da Graça do Espírito Santo

Alda Neves da Graça do Espírito Santo (Sao Tomé, 30 april 1926 - Luanda, 9 maart 2010), meestal Alda do Espírito Santo genoemd, was een invloedrijk Santomees dichteres en politica. Ze was schrijfster van de tekst van het Independência total, het volkslied van Sao Tomé en Principe.
Santo werd in 1926 geboren in Sao Tomé. Als studente in Portugal kwam ze in contact met leiders van Afrikaanse bevrijdingsbewegingen. Ze raakte geïnspireerd om zich ook in te zetten voor de emancipatie van Afrikanen en vrouwen, hierdoor kwam ze in conflict met het Salazar-regime en werd opgesloten in de gevangenis. In 1953 schreef ze het gedicht Trindade over het bloedbad dat Portugese soldaten hadden aangericht in de buurt van het gelijknamige stadje. Dit gedicht wordt gezien als een van de belangrijkste werken uit de Santomese geschiedenis.
Santo keerde in de jaren 60 terug naar Sao Tomé en Principe en speelde daar een belangrijke rol in het streven naar onafhankelijkheid van Portugal. Toen Sao Tomé en Principe na de Anjerrevolutie in 1974 de definitieve stap zette, was Santo minister van cultuur in de overgangsregering. Vanaf 1975 bekleedde ze jarenlang diverse hoge posten bij de Santomese overheid, zo was ze Minister van Onderwijs en Cultuur, Minister van Informatie en Cultuur en elf jaar lang (1980–1991) voorzitter van de Assembleia Nacional, het parlement van Sao Tomé en Principe.
In 2009 werd ze zowel door het Ministerie van Onderwijs en Cultuur als door de Gemeenschap van Portugeessprekende Landen geëerd, hoewel ze bescheiden bleef en zichzelf niet als een monument beschouwde. Ze overleed een jaar later op 83-jarige leeftijd in een ziekenhuis in de Angolese hoofdstad Luanda. Na haar overlijden werd ze in de laatste week van april 2010 herdacht tijdens de nationale cultuurweek.
- Bibliothèque nationale de France: cb129606853 (data)
- Gemeinsame Normdatei: 133166686
- International Standard Name Identifier: 0000 0000 7835 3878
- Library of Congress Control Number: n80119227
- Nederlandse Thesaurus van Auteursnamen: 132488604
- Système universitaire de documentation: 100507417
- Virtual International Authority File: 43019531
- WorldCat: E39PBJhX7ycRq3jrMGhpr9f8YP

Nuno Xavier Daniel Dias (1975) · Guilherme do Sacramento Neto (1975) · Leonel Mário d'Alva (1975–1980) · Alda Neves da Graça do Espírito Santo (1980–1991) · Leonel Mário d'Alva (1991–1994) · Francisco Fortunato Pires (1994–2002) · Dionísio Tomé Dias (2002–2006) · Francisco da Silva (2006–2010) · Arzemiro dos Prazeres (2010) · Evaristo Carvalho (2010–2012) · Alcino Pinto (2012–2014) · José da Graca Diogo (2014–2018) · Delfim Neves (2018–heden)